# Luna 3
Luna 3, também conhecida como E-2A No.1(ou Lunik III), foi a designação de uma sonda soviética (a terceira do Programa Luna) usando a plataforma E-2A, ela foi lançada a 7 de Outubro de 1959, obtendo pela primeira vez fotografias do lado oculto da Lua.
As imagens obtidas eram de baixa resolução, e tiveram que ser editas por computador, o que resultou na definição do primeiro mapa do lado oculto da Lua. 

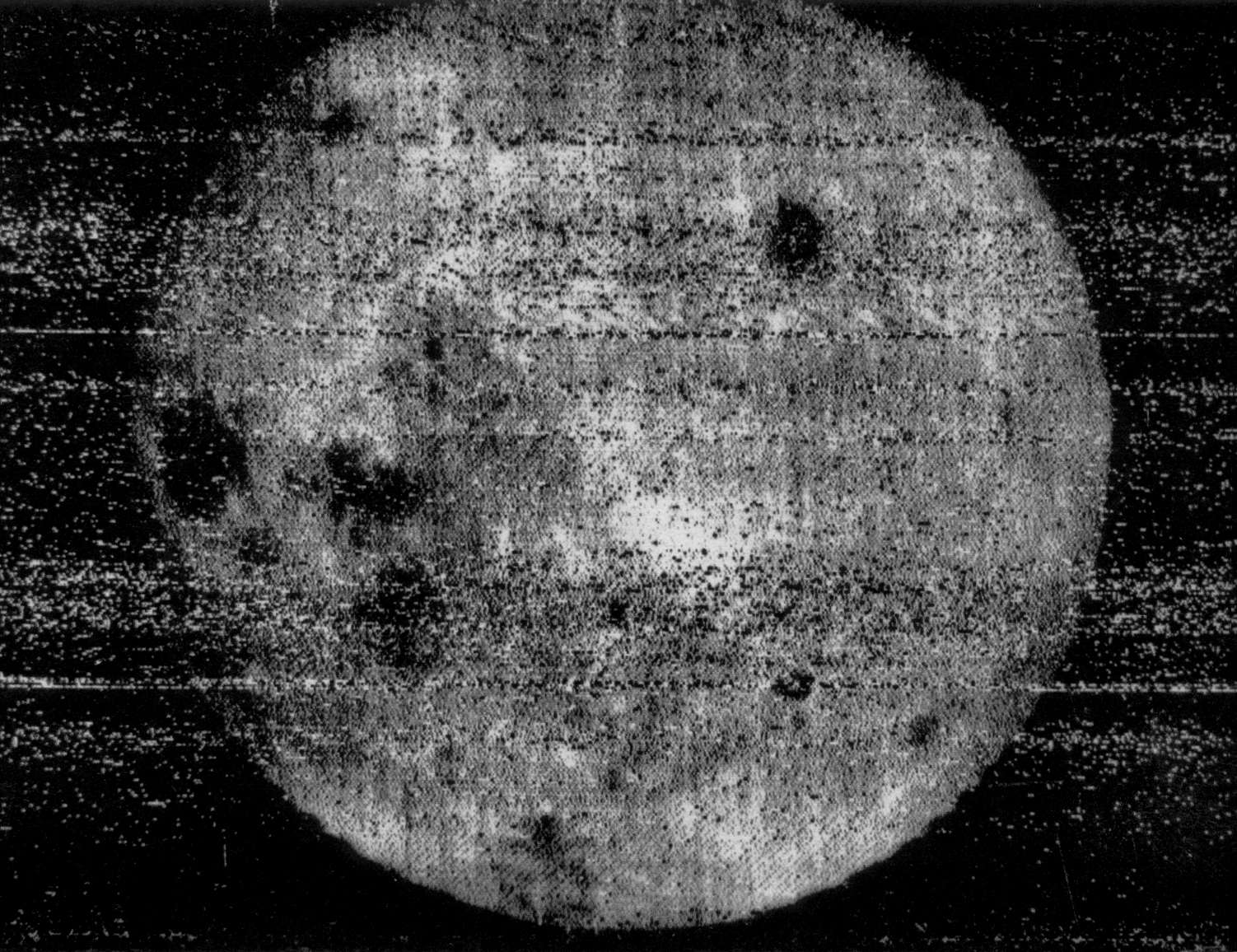
Primeira fotografia do lado oculto da Lua, fotografada pela Luna 3 em 7 de outubro de 1959.

Foram identificadas o Mare Moscoviense (Mar de Moscou), e o Mare Desiderii (Mar dos Desejos), além de cadeias de montanhas que eram diferentes daquelas observadas no lado da Lua que é voltado para a Terra. O motivo dessa diferença entre os dois lados da Lua, ainda não é completamente compreendido, mas aparentemente a maior parte da lava escura que escorreu para formar os mares, ocorreu muito mais do lado visível da Lua.
O contato com a sonda Luna 3 foi perdido em 22 de Outubro de 1959 e o seu destino é desconhecido até hoje. Assume-se que a sonda possa ter queimado na atmosfera da Terra em Março ou Abril de 1960 ou possa ter sobrevivido em órbita até o final de 1962.